# Nethuns
Nethuns nella mitologia etrusca fu, inizialmente, la divinità dei pozzi; in seguito divenne il dio delle acque e dei mari.

## Descrizione
Venne assimilato al dio greco Poseidone e al romano Nettuno. Il nome Nethuns è probabilmente collegato al dio celtico Nechtan e alle divinità vediche che condividono il nome di Apam Napat.
Si è anche pensato che, per la permanenza dell'attributo originario, sia parzialmente identificabile con il dio greco Dioniso: questo, infatti, oltre ad essere onorato come dio del vino, nei culti misterici era venerato come dio dell'abisso e dell'ignoto. Nethuns probabilmente era dio delle acque e del mare, dei pozzi e dell'abisso. C'è chi è giunto a ipotizzare, e anche senza essere disprezzato, che fosse anche dio degli accessi al Tufulta, l'oltretomba etrusco.
Nethuns è menzionato sul fegato di Piacenza, un modello in bronzo del III secolo a.C. di un fegato di pecora usato per i riti divinatori dell'aruspicina, come Neθ, abbreviazione del suo nome completo. Come dio patrono il suo profilo, con un copricapo di Ceto (mostro marino), appare su una moneta di Vetulonia, circa 215 - 211 a.C.; è accompagnato dal suo tridente tra due delfini.
Nettuno è inciso su uno specchio etrusco in bronzo conservato nel Museo Gregoriano in Vaticano.